# Mẫu Thượng Ngàn

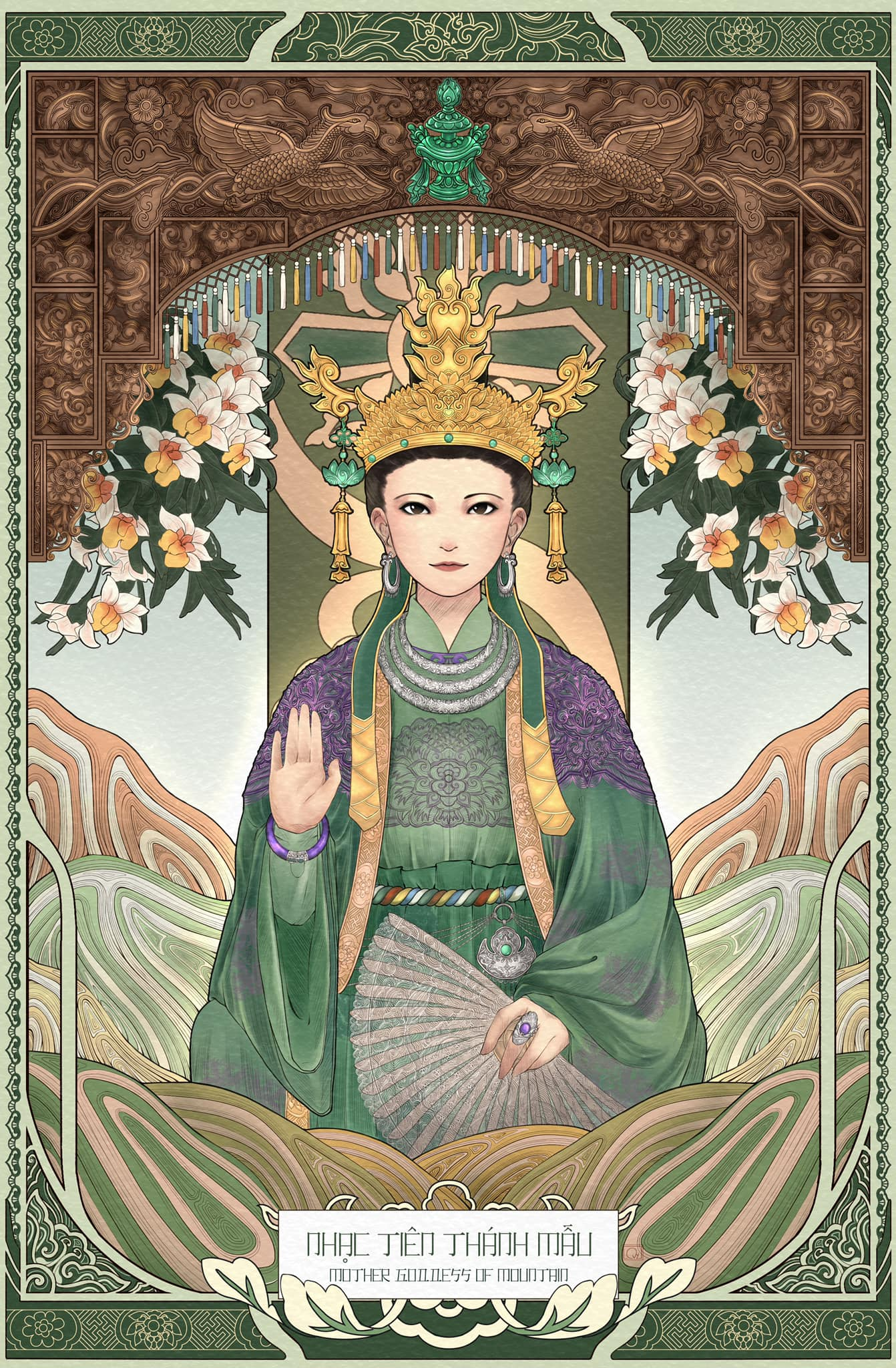
Mẫu Thượng Ngàn

Mẫu Thượng Ngàn är en vietnamesisk bergs- och skogsgudinna. 
Hon dyrkas inom Đạo Mẫu-religionen, där fyra modergudinnor styr var sitt område av universum från ett palats tillägnat ett av naturens fyra element: himlens palats, som styrs av himlens modergudinna Mẫu Thượng Thiên; bergens palats (även känd som skogens palats), som styrs av bergens (eller skogens) modergudinna Mẫu Thượng Ngàn; vattenpalatset, som styrs av vattnets modergudinna Mẫu Thoải; och jordens palats, som styrs av jordens modergudinna Mẫu Địa.